# José Luis Sanchez Besa
Augusto José Luis Sanchez Besa (Santiago du Chili, 13 février 1879 - Clichy, 2 mars 1955) est un avocat et aviateur chilien qui fit carrière en France.

## Biographie
Il vient jeune en France et y achète des avions Voisin ce qui lui permet d'être l'un des premiers à décoller avec un plus lourd que l'air au Chili. En 1909, il participe à la Grande Semaine d’Aviation de la Champagne puis est invité à Berlin, Hambourg pour d'autres parades aériennes. Il est installé en 1912 au no 2 avenue de Bellevue à Sèvres.
En août 1912, il participe avec deux avions à des courses d'hydravions à Saint-Malo. Jean Benoît termine quatrième ici et le deuxième pilote Paul Rugère cinquième. Le voyage se poursuit jusqu'à Tamise en Belgique . Les pilotes Jean Benoît et Émile Ladougne terminent respectivement 8e et 9e. En août 1913, Paul Rugère participe à la course Paris-Deauville et termine 8e,.
De retour au Chili, il y fonda une académie sur l'aéronautique et une usine pour avions, ceux-ci servirent pendant la Première Guerre mondiale. La France l'honora de la médaille de l'Aéronautique.
Il est le père biologique de Gérard Oury, né en 1919,.

## Distinctions
- Officier de la Légion d'honneur
- Croix de guerre 1914–1918
- Médaille de l'Aéronautique